# Bishoftu
Bishoftu es una ciudad de Etiopía ubicada a sudeste de Addis Abeba en la región de Oromia. Anteriormente era conocida como Debre Zeyit (en amhárico: ደብረ ዘይት, literalmente Monte de los Olivos), pero desde los años 1990 lleva su nombre actual. Es la capital de la woreda homónima. Se encuentra a casi 50 kilómetros al suroriente de la capital Adís Abeba en la autopista 1. Es la sede del cuartel general de la Ethiopian Air Force. cuenta con un aeropuerto (ICAO HAHM, IATA QHR) y una estación en el ferrocarril Adís Abeba-Yibuti.

## Historia
La ciudad comenzó a existir sólo después de la Segunda Guerra Mundial. Informes de viajeros antecedentes a este periodo llaman la región con el nombre de "Adda", aunque un viajero sueco, en el 1935, la llama con el nombre de "Bishoftu". En esta ciudad pasaba a menudo el fin de semana Haile Selassie, tras regresar su exilio en la ciudad inglesa de Bath.
A aproximadamente 1 km de Adda, sobre la tierra que había estado parcialmente de propiedad de Selassie, los Italianos inauguraron la Compañía Agraria de Biscioftu de la Obra Nacional para los Combatientes con 15.000 hectáreas de terreno y el intento de crear un centro para los colonos y una estación experimental agraria. Los trabajos de construcción para la primera casa comenzaron el 9 de diciembre de 1937, pero solo 21 casas estuvieron completadas para el mayo del 1938. Pero estuvieron construidos también varios edificios destinados a oficinas administrativos y de servicio. Esta ha estado la ciudad natal del primer ministro Makonnen Habte-Wold. 
El 10 de marzo de 2019, el Vuelo 302 de Ethiopian Airlines se estrelló cerca de Bishoftu.